# Poul Mathias Thomsen

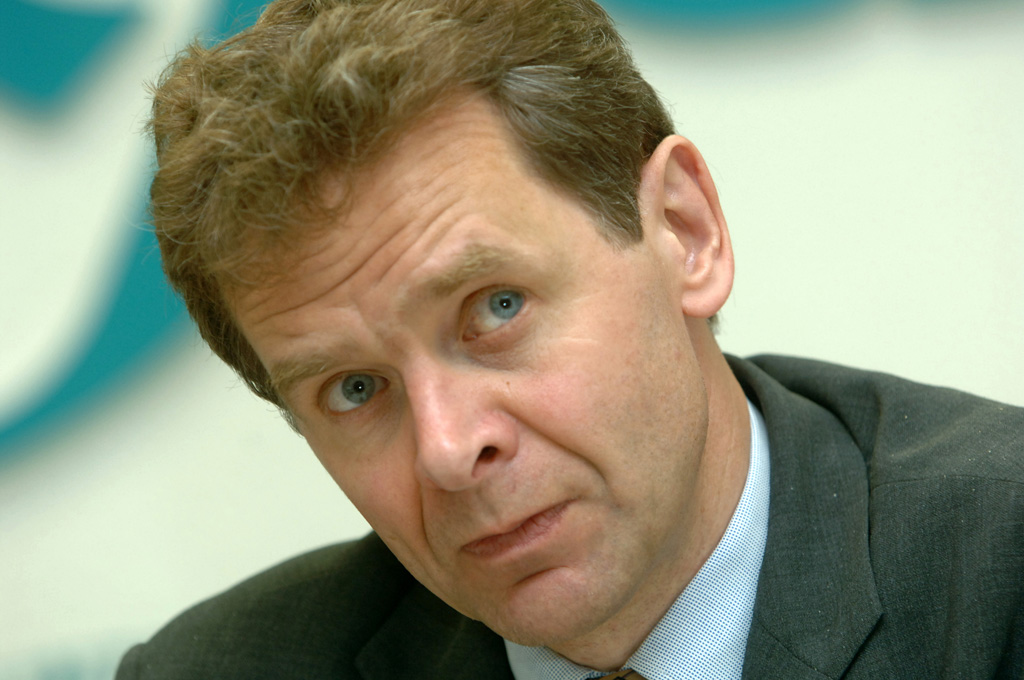
Poul Thomsen (2007)

Poul Mathias Thomsen (* 21. Mai 1955 in Aabenraa) ist ein dänischer Wirtschaftswissenschaftler und seit 1982 in Diensten des Internationalen Währungsfonds (IWF), Mitglied der Troika.

## Leben
Poul Thomsen schloss sein Studium der Wirtschaftswissenschaften im Jahr 1979 an der Universität Kopenhagen ab, wo er anschließend von 1979 bis 1982 als Assistent tätig war. 
Seit 1987 arbeitet Thomsen für den IWF im ehemaligen Jugoslawien, auch während des Bürgerkriegs von 1991 bis 1995. Von 1990 bis 1991 war er IWF-Repräsentant in Belgrad. Von 1992 bis 1996 führte er die IWF-Missionen zu Slowenien und der Republik Mazedonien. 
Von 1996 bis 1998 war Thomsen auch Leiter der IWF-Mission in Rumänien, ein Land, das von der Krise hart getroffen wurde und wo der IWF harte Lohnkürzungen in von ihm geführten Verhandlungen durchsetzte. Von 1998 bis 2000 leitete Thomsen die IWF-Abteilung in Russland und war von 2001 bis 2004 der IWF-Vertreter und damit Leiter der Geschäftsstelle in Moskau.
Danach wurde Thomsen stellvertretender Direktor der Europa-Abteilung des IWF. Als solcher führte er direkt die Prozesse in Island, Griechenland, Portugal, auch die in der Ukraine und Rumänien. In allen Fällen trat Thomsen durch eine Politik der schnellen Privatisierung und scharfen Kürzungen bei den Löhnen im öffentlichen Dienst hervor.